# Onthophagus tibetanus
Onthophagus tibetanus là một loài bọ cánh cứng trong họ Bọ hung (Scarabaeidae).